# Lina Stadlin
Lina Stadlin-Graf (* 20. März 1872 in Speicher AR; † 19. November 1954 in Beckenried; heimatberechtigt in Speicher) war die erste an der Universität Bern promovierte Schweizer Juristin.

## Leben
Lina Stadlin-Graf war die Tochter von Johann Graf (* 8. Dezember 1827; † 28. Oktober 1902), Landwirt, Verfassungsrat sowie Kantonsrat von Appenzell Ausserrhoden, und Anna Katharina Frischknecht (* 7. Februar 1826; † 31. März 1901). Sie war zweimal verheiratet und gebar acht Kinder, wovon vier schon früh starben. Lina wuchs mit dem acht Jahre älteren Bruder Johannes auf dem elterlichen Bauernhof in Speicher auf. Ihre Stiefgeschwister Ferdinand und Amalie waren bei ihrer Geburt schon fast erwachsen. Der für die damalige Zeit belesene und eigenständig denkende Vater erkannte die Fähigkeiten von Lina und ermöglichte ihr die höhere Bildung und das Studium. Sie besuchte vermutlich das Seminar in St. Gallen.
Im Wintersemester 1891/92 war sie an der Universität Zürich Gasthörerin bei den Rechtsprofessoren Albert Schneider und Johann Jakob Treichler. Sie stellten der 20-jährigen Lina Graf gute Zeugnisse aus, dank derer man sie im Oktober 1892 an der Universität Bern regulär für das Studium an der Juristischen Fakultät immatrikulierte. Graf war während ihrer juristischen Studien die einzige Frau. Sie besuchte vor allem die Übungen von Professor Eugen Huber, die eng mit der Ausarbeitung des Schweizerischen Zivilgesetzbuches (ZGB) verbunden waren. Als ihr Doktorvater empfahl er sie nach Begutachtung ihrer Dissertation zur Zulassung zum Examen. Am 20. Juli 1895 bestand sie ihre Doktorprüfungen mit magna cum laude "und zwar mit besondrer Auszeichnung". Lina Graf war damit die erste Schweizerin, die in Bern den Titel Dr. iur. verliehen bekam, nachdem dies 1887 Emilie Kempin-Spyri als erste Schweizer Juristin überhaupt in Zürich gelang.
Während ihres Studiums lernte sie Hermann Stadlin kennen, der 1896 ebenfalls bei Eugen Huber doktorierte. Am 2. März 1897 heirateten sie in St. Gallen und zogen in Stadlins Heimatstadt Zug. Dort eröffnete er ein Anwaltsbüro und widmete sich der Politik, während Lina Stadlin sich um ihren im Oktober 1897 geborenen Sohn Curt kümmerte. 1902 übernahm ihr Mann die Redaktion der dreimal wöchentlich erscheinenden freisinnigen Zeitschrift Zuger Volksblatt. Obwohl er als alleiniger Redaktor verantwortlich zeichnete und alle Artikel anonym erschienen, war bekannt, dass hauptsächlich Lina Stadlin die redaktionellen Arbeiten übernahm und dabei zahlreiche frauenspezifische Artikel unterbrachte. Dank einer Haushalthilfe und journalistischer Heimarbeit gelang es ihr, neben kulturellen und sozialen Artikeln fürs Volksblatt auch einige Beiträge in ausserkantonalen Zeitungen zu platzieren. Die gebildete Lina Stadlin war eine zurückhaltende Person und hat sich weder in Vereinen noch in Komitees engagiert. Sie hat jedoch Frauen in öffentlichen Funktionen gerne beraten und vertrat dort ihre frauenrechtlerischen Überzeugungen.
1920 wurde Hermann Stadlin Generaldirektor der Schweizerischen Volksbank und gab die Redaktion des Zuger Volksblatts ab. Die Stadlins zogen nach Bern. Durch den Beinahezusammenbruch der Schweizerischen Volksbank während der Weltwirtschaftskrise verlor ihr Ehemann seinen Direktorenposten. Das Ehepaar zog danach nach Beckenried, kaufte sich mit dem Geld von Lina Stadlin ein Haus bei der Schiffländte und liess es als Alterssitz herrichten. Lina Stadlin übernahm ab 1933 juristische Beratungen. Nachdem Hermann 1950 verstorben war, lebte Lina in stiller Zurückgezogenheit im "Seegüetli", wo die 82-Jährige am 19. November 1954 friedlich einschlief.